# Orschwiller
Orschwiller (Orschweiler in tedesco) è un comune francese di 689 abitanti situato nel dipartimento del Basso Reno nella regione del Grand Est.

## Società

### Evoluzione demografica
Abitanti censiti

## Monumenti e luoghi d'interesse
- Castello di Haut-Kœnigsbourg